# Milanów (gromada)
Milanów – dawna gromada, czyli najmniejsza jednostka podziału terytorialnego Polskiej Rzeczypospolitej Ludowej w latach 1954–1972.
Gromady, z gromadzkimi radami narodowymi (GRN) jako organami władzy najniższego stopnia na wsi, funkcjonowały od reformy reorganizującej administrację wiejską przeprowadzonej jesienią 1954 do momentu ich zniesienia z dniem 1 stycznia 1973, tym samym wypierając organizację gminną w latach 1954–1972.
Gromadę Milanów z siedzibą GRN w Milanowie utworzono – jako jedną z 8759 gromad na obszarze Polski – w powiecie radzyńskim w woj. lubelskim na mocy uchwały nr 15 WRN w Lublinie z dnia 5 października 1954. W skład jednostki weszły obszary dotychczasowych gromad Milanów wieś, Milanów kol., Kostry, Kopina, Cichostów wieś, Cichostów kol. i Czeberaki ze zniesionej gminy Milanów w tymże powiecie.
13 listopada 1954 gromada weszła w skład nowo utworzonego powiatu parczewskiego w tymże województwie, gdzie ustalono dla niej 27 członków gromadzkiej rady narodowej.
1 stycznia 1969 do gromady Milanów włączono obszar zniesionej gromady Rudno w tymże powiecie.
Gromada przetrwała do końca 1972 roku, czyli do kolejnej reformy gminnej. 1 stycznia 1973 – tym razem w powiecie parczewskim – reaktywowano gminę Milanów.